# Hatmehit

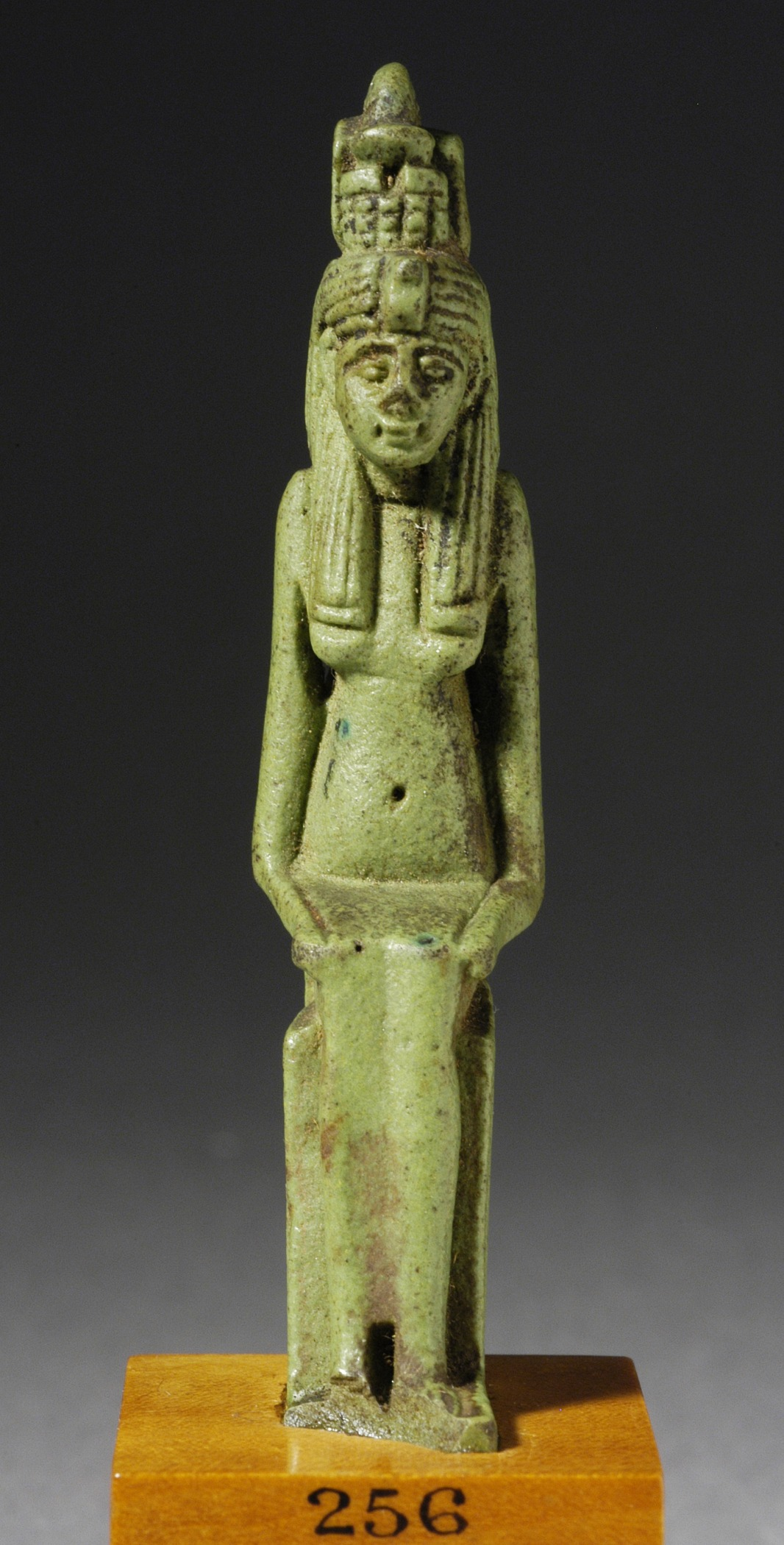
Hatmehit, Los Angeles County Museum of Art

Hatmehit era uma deusa da mitologia egípcia. O seu nome significa "a que está à frente dos peixes". 
Era representada como uma mulher com cabeça de peixe, como uma mulher com o símbolo de peixe na cabeça ou como um simples peixe. 
Hatmehit era a deusa da 16º nomo do Baixo Egito, tendo sido cultuada na cidade de Mendes, na região este do Delta. Quando nesta cidade ganhou proeminência o culto do deus carneiro Banebdjedet, a deusa perdeu a sua primazia, passando a ser vista como esposa deste deus. Da união de ambos nasceu Horpaquerede (Hórus criança).
Na Época Baixa foi associada ao relato da morte de Osíris, participando nas buscas de partes do corpo deste deus. Consequentemente foi identificada com a deusa Ísis e com Hator.